# 五島哲
五島 哲（ごとう てつ、1948年7月21日 - 2007年12月16日）は、日本の実業家である。東急建設株式会社の代表取締役社長、および東京急行電鉄株式会社（現・東急株式会社）の取締役を歴任した。東京都出身。東京急行電鉄（現・東急）の事実上の創業者である五島慶太の孫にあたり、五島家3代目である。

## 人物・来歴

### 生い立ちと学歴
五島哲は、五島昇の長男として生まれた。母は久原房之助の娘である久美子である。哲が6歳の頃、父・昇は東京急行電鉄（以下、東急電鉄）の社長に就任した。1973年（昭和48年）に東京工業大学工学部機械工学科を卒業した。

### 本田技研工業、東急建設へ
大学卒業後、哲は父の後継者となるべく、本田技研工業に入社した。これは、本田宗一郎の経営哲学を範としていた父の意向によるものであった。その後、東急グループの東急建設に入社した。

### 東急グループ幹部へ
1983年（昭和58年）5月、哲は東急建設の専務取締役に就任し、翌6月には東急電鉄の取締役にも選任され、父の後継者としての道を歩み始めた。1986年（昭和61年）12月には、東急建設の代表取締役副社長に昇任し、周囲からは「次代の東急グループのリーダーに」と推す声も上がった。しかしその一方で、日本を代表する規模にまで成長した巨大企業グループのリーダーとしての器量に欠けるという指摘もあったとされる。

### 東急建設社長就任と辞任
1989年（平成元年）3月、父・昇が死去し、東急グループは専門経営者による集団指導体制に移行した。哲の東急電鉄社長就任は見送られたものの、昇から哲の今後を含めたグループ経営の後事を託された横田二郎東急電鉄社長らの計らいにより、1990年6月、哲は東急建設の社長に就任した。しかし、父の後ろ盾を失ったことに加え、バブル経済の崩壊による東急グループの経営危機が哲に追い打ちをかけた。不動産投資で巨額の不良債権を抱えた東急建設は倒産寸前に追い込まれ、急速に業績が悪化した。東急電鉄による緊急の財政支援で危機を乗り切ったものの、1998年（平成10年）12月、哲は経営不振の責任を取り、社長を引責辞任した。

### 東急電鉄調査役、晩年
東急建設社長を辞任後も、哲は東急電鉄の取締役を続投したが、調査役という閑職に甘んじることとなった。東急電鉄も巨額の不良債権を抱え厳しい経営状況にあり、横田二郎の後継で財務系出身の清水仁らからも、哲を東急電鉄の社長に推す声は皆無であった。哲が就いた調査役は、一種の名誉職であり対外活動などを主な業務としていたため、経済同友会の会合などには頻繁に出席し、晩年には日本実業団陸上競技連合会長も務めた。

### 死去
2007年（平成19年）12月16日、全日本実業団対抗女子駅伝開会式出席のため宿泊していた岐阜市内のホテル浴室で、五島哲は急逝した。59歳没。

## 家族・親族
五島家
- 祖父・慶太[5]（東急の事実上の創業者）

1882年 - 1959年
- 父・昇[5]（東京急行電鉄社長・日本商工会議所会頭）

1916年 - 1989年
- 母・久美子（久原房之助の三女）[5]

1918年 - 1973年